# Guffa
Guffa:
- Holenderski żaglowiec (barkas) o małym zanurzeniu i płaskim dnie. Wyposażony w jeden lub dwa maszty. Stateczność zapewniały mu opuszczane symetrycznie po burtach miecze.
- Niewielki arabski żaglowiec o jednym, dwóch masztach używany do żeglugi handlowej.
- Używany od starożytności do czasów współczesnych okrągły pleciony z trzciny kosz, uszczelniany asfaltem lub smołą. Służył m.in. do transportu na rzekach Eufrat i Tygrys.